# David Čapek
David Čapek (* 7. května 1997) je český fotbalový útočník hrající za druholigové Táborsko.

## Klubová kariéra
Čapek s fotbalem začal v 5 letech v Bohemians. Poté byl nějaký čas ve Slavii, kde na pozici pravého obránce nedostával šanci, a tak zamířil k úhlavnímu rivalovi, do Sparty. Trenér Michal Horňák Čapka zkusil na pozici útočníka, kde se okamžitě osvědčil. Ve Spartě také v roce 2016 podepsal svoji první profesionální smlouvu. V A-týmu Sparty debutoval 10. dubna 2016 proti Příbrami, kde v nastavení vystřídal Davida Lafatu. Druhý zápas odehrál 4. května 2016 v odvetě semifinále proti Jablonci v neslavném utkání, kde Sparta kvůli šetření hráčů nastoupila s juniory a dorostenci Další starty v rudém dresu nepřidal, nejdříve putoval na hostování do Vlašimi, poté na první zahraniční angažmá ve slovenském Ružomberku. Následně strávil rok ve Slavoji Vyšehrad, kde ve 32 zápasech nastřílel 14 gólů a byl šestým nejlepším střelcem ČFL. Rok poté hrál druhou ligu za Viktorii Žižkov. V létě 2020 přestoupil do FC MAS Táborsko.